# Centurians of Rome
Centurians [sic] of Rome és una pel·lícula pornogràfica gai de 1981 feta durant la Edat d'Or del Porno. La pel·lícula va ser dirigida per John Christopher i protagonitzada per George Payne i Scorpio. La pel·lícula va ser finançada amb d'un robatori de 1980 per part de George Bosque, un guàrdia de seguretat de Brink's, de gairebé 2 milions de dòlars. Lloyd's of London, una asseguradora de Brinks, va presentar una reclamació de propietat parcial de la pel·lícula. Tot i que comunament s'anomena "el porno gai més car de tots els temps", és només la meitat del pressupost de To the Last Man, un porno gai produït el 2008.

## Argument
Demetri i Octavi són compatriotes romans venuts com a esclavitud per no pagar els seus impostos durant el regnat de l'emperador Calígula. Demetrius és comprat per l'emperador i Argus l'ensenya a ser un "bon esclau", mentre que Octavi és reclamat per un comandant sàdic. El comandant vol el Demetri lligat, però és rebutjat. Octavi s'introdueix mentre els guàrdies estan adormits i allibera a Demetrius.

## Repartiment
- George Payne com a Demetri
- David Hadkey com a vell esclau
- Giuseppe Welch com a esclau del bany
- Scorpio com a Octavi
- Roy Garrett com a senador
- John Kovacs com a senador
- Michael Flent com l'Emperador
- Ed Wiley com a Argus
- Eric Ryan com a comandant sàdic
- Ryder Jones com a esclau del bany
- Adam De Haven com a Claudi

## Entre bastidors
Afirmant ser una de les pel·lícules gai més cares del seu temps (prop de 100.000 dòlars per produir), Centurians of Rome és famosa per haver estat finançada el 1980 amb un robatori de gairebé 2 milions de dòlars per part del guàrdia de seguretat d'un Brink. Lloyd's of London, una asseguradora de Brinks, es va convertir així en un dels copropietaris de la pel·lícula per un tecnicisme.

La pel·lícula s'inspira en Calígula, que inclou escenes pornogràfiques rodades per Bob Guccione. La pel·lícula juga amb la imatge de la sexualitat a l'edat antiga a través de les desventures dels dos personatges principals: 
| « | la seva experiència deixa a l'espectador sense cap dubte sobre la naturalesa de l'homosexualitat romana: és cruel, sàdica, depredadora, i basafs en l'explotació | » |

.
Els crèdits inicials es basen en Star Wars.